# Jim Scott (attore)
Jim Scott (Lanark, 2 marzo 1934) è un attore scozzese.

## Biografia
È sposato con Joanne Scott, una impiegata di un ufficio legale di Vancouver e hanno 3 figli: i gemelli Drew e Jonathan, e James Daniel (J.D). I primi 2 sono rispettivamente un imprenditore e un ristrutturatore e assieme gestiscono l'attività Scott Real Estate oltre che produttori e conduttori di programmi che ruotano attorno al mondo dell'abitazione, della ristrutturazione e del giardinaggio.

## Filmografia

### Cinema
- La cassa sbagliata. regia di Bryan Forbes (1966)

### Televisione
- Agenzia Rockford (1978-1980)
- The Bay City Amusement Company, film per la TV (1979)
- Quincy (1981-1982)
- A cuore aperto (1983)
- I ragazzi del computer (1983)